# 日本学生陸上競技対校選手権大会
日本学生陸上競技対校選手権大会（にほんがくせいりくじょうきょうぎたいこうせんしゅけんたいかい）は、日本学生陸上競技連合が主催する日本の陸上競技大会である。
日本学生陸上競技連合に加盟する大学陸上競技部による対校選手権大会であり、種目ごとの個人成績とチームによる総合成績が競われる。開催時期は例年9月。男子は天皇賜盃、女子は秩父宮妃賜杯として開催される。日本インカレが正式な略称 である。

## 歴史

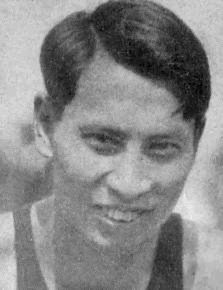
織田幹雄

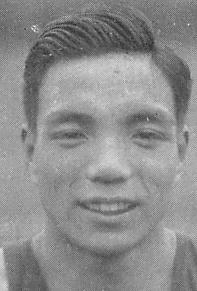
吉岡隆徳

1927年、当時の全国学生陸上競技連合（関東中心）と大学専門学校陸上競技連盟（関西中心）が協議を行い、全国規模の陸上競技大会をしようと、1928年の日本学連発足と同時に第1回大会が東京・神宮にて開催された。1941年に開催予定だった第14回大会は戦争のために中止となり、1943年から1946年まで戦争のため開催されなかった。第16回大会までは男子の部のみの開催であり、1948年第17回大会から女子の部も行なわれるようになった。女子の部は開始翌年の1949年第18回大会が開催されなかった。
第1回大会は18種目 が開催された。織田幹雄が110mハードル・走幅跳・三段跳の、沖田芳夫が砲丸投・ハンマー投・円盤投のそれぞれ3種目優勝を飾り、早稲田大学が総合優勝した。織田は第1回-第3回大会の走幅跳・三段跳にて3年連続優勝を飾り、吉岡隆徳は第3回-6回の100m・200mにて4年連続優勝を果たした。
同一種目の最多連続優勝は国士舘大学・国士舘大学大学院の堤雄司による第77回-第82回の男子円盤投6年連続優勝である。男子棒高跳では早稲田大学の西田修平が第1回-第5回を、慶應義塾大学の大江季雄は第6回-第10回をそれぞれ5連覇した。4年連続優勝には、順天堂大学の宮下敏夫による第37回-第40回の男子5000m、日本体育大学の石井隆士による第42回-第45回の男子1500m などの記録が残されている。第76回-第79回大会では男子100mで江里口匡史、女子100mで髙橋萌木子がそれぞれ4年連続優勝を飾った。
男子長距離種目として第21回大会から第45回大会まで20kmが開催されていたが、翌第46回大会より30kmに距離が延長された。1988年第57回からは30kmに替えてハーフマラソンが施行され、ジョセフ・オツオリが施行初年度の優勝を飾った。ハーフマラソンは2004年第73回大会を最後に廃止された。
会場は例年原則として国立霞ヶ丘競技場陸上競技場であったが、昨今は横浜国際総合競技場や一部種目は日本体育大学横浜健志台陸上競技場等をも使用されており、流動的である。2009年第78回大会まで天皇賜「杯」として開催されていたが、翌2010年の第79回大会より天皇賜「盃」に改められた。
ユニバーシアードの開催年は日本代表選手選考会を兼ねている。参加標準記録は各地区のインカレよりも高くレベルこそ高いものの、これまでの大半の総合優勝は関東学生陸上競技連盟所属の大学によって占められている。
近年は開催時期が9月から7月、6月、そして2008年は再び9月と目まぐるしく変わっている。これは箱根駅伝を頂点と考える関東の大学の長距離関係者の影響も大きいが、逆に一般種目を抱える多くの大学からの反発の声を受け、再び9月に戻した格好になっている。しかし関東学連所属のうち箱根駅伝予選会へ出場する大学が、夏合宿を優先してエントリーすらしない場合さえあり、日本学連主催の一大大会が箱根駅伝を抱える関東学連によって内容を左右される現象も起きている。

## 大会成績
各種目ごとに成績に応じて得点が与えられ、その合計得点により各校の総合成績が決定される。1位8点、2位7点・・・8位1点と、各種目の1位から8位までの入賞者に8点から1点までの得点が与えられる
| 回数   | 開催日程                             | 男子優勝       | 女子優勝             |
| ------ | ------------------------------------ | -------------- | -------------------- |
| 第1回  | 1928年5月26日-27日                   | 早稲田大学     |                      |
| 第2回  | 1929年5月25日-26日                   | 早稲田大学     |                      |
| 第3回  | 1930年5月10日-11日                   | 早稲田大学     |                      |
| 第4回  | 1931年5月30日-31日                   | 東京文理科大学 |                      |
| 第5回  | 1932年5月14日-15日                   | 東京文理科大学 |                      |
| 第6回  | 1933年5月27日-28日                   | 東京文理科大学 |                      |
| 第7回  | 1934年6月6日-7日                     | 東京文理科大学 |                      |
| 第8回  | 1935年10月10日-11日                  | 早稲田大学     |                      |
| 第9回  | 1936年10月10日-11日                  | 早稲田大学     |                      |
| 第10回 | 1937年9月5日-6日                     | 早稲田大学     |                      |
| 第11回 | 1938年9月22日-23日                   | 東京文理科大学 |                      |
| 第12回 | 1939年10月21日-22日                  | 東京文理科大学 |                      |
| 第13回 | 1940年9月21日-22日                   | 東京文理科大学 |                      |
| 第14回 | 1941年                               | （中止）       |                      |
| 第15回 | 1942年6月27日-28日                   | 早稲田大学     |                      |
| 第16回 | 1947年7月19日-21日                   | 中央大学       |                      |
| 第17回 | 1948年7月18日-19日                   | 中央大学       | 日本女子体育短期大学 |
| 第18回 | 1949年7月16日-17日                   | 早稲田大学     |                      |
| 第19回 | 1950年7月15日-16日                   | 中央大学       | 日本女子体育短期大学 |
| 第20回 | 1951年7月7日-8日                     | 日本大学       | 日本女子体育短期大学 |
| 第21回 | 1952年9月13日-14日                   | 中央大学       | 中央大学             |
| 第22回 | 1953年7月4日-5日                     | 中央大学       | 光華女子短期大学     |
| 第23回 | 1954年7月17日-18日                   | 中央大学       | 中央大学             |
| 第24回 | 1955年7月2日-3日                     | 中央大学       | 中央大学             |
| 第25回 | 1956年7月7日-8日                     | 中央大学       | 中央大学             |
| 第26回 | 1957年7月6日-7日                     | 早稲田大学     | 中央大学             |
| 第27回 | 1958年7月4日-6日                     | 早稲田大学     | 中央大学             |
| 第28回 | 1959年7月4日-5日                     | 中央大学       | 中央大学             |
| 第29回 | 1960年6月4日-5日                     | 中央大学       | 光華女子短期大学     |
| 第30回 | 1961年6月17日-18日                   | 中央大学       | 日本大学             |
| 第31回 | 1962年6月2日-3日                     | 中央大学       | 中央大学             |
| 第32回 | 1963年9月21日-22日                   | 日本大学       | 日本大学             |
| 第33回 | 1964年5月29日-31日                   | 日本大学       | 中京大学             |
| 第34回 | 1965年9月11日-12日                   | 日本大学       | 中京大学             |
| 第35回 | 1966年9月2日-4日                     | 日本大学       | 日本大学             |
| 第36回 | 1967年6月9日-11日                    | 日本大学       | 日本大学             |
| 第37回 | 1968年6月28日-30日                   | 日本大学       | 中京大学             |
| 第38回 | 1969年6月14日-15日 9月20日-22日      | 順天堂大学     | 日本大学             |
| 第39回 | 1970年10月24日-25日 10月30日-11月1日 | 順天堂大学     | 日本体育大学         |
| 第40回 | 1971年10月9日-10日 15日-17日         | 順天堂大学     | 日本体育大学         |
| 第41回 | 1972年10月13日-15日                  | 順天堂大学     | 日本体育大学         |
| 第42回 | 1973年10月26日-28日                  | 順天堂大学     | 日本体育大学         |
| 第43回 | 1974年10月12日-13日                  | 順天堂大学     | 日本体育大学         |
| 第44回 | 1975年10月4日-5日                    | 順天堂大学     | 日本体育大学         |
| 第45回 | 1976年10月9日-10日                   | 順天堂大学     | 日本体育大学         |
| 第46回 | 1977年10月15日-16日                  | 順天堂大学     | 東京女子体育大学     |
| 第47回 | 1978年10月7日-8日                    | 順天堂大学     | 東京女子体育大学     |
| 第48回 | 1979年10月6日-7日                    | 順天堂大学     | 東京女子体育大学     |
| 第49回 | 1980年10月4日-5日                    | 順天堂大学     | 中央大学             |
| 第50回 | 1981年10月3日-4日                    | 順天堂大学     | 東京女子体育大学     |
| 第51回 | 1982年10月16日-17日                  | 順天堂大学     | 日本女子体育大学     |
| 第52回 | 1983年10月7日-9日                    | 順天堂大学     | 日本女子体育大学     |
| 第53回 | 1984年10月5日-7日                    | 順天堂大学     | 中京大学             |
| 第54回 | 1985年10月4日-6日                    | 筑波大学       | 東京女子体育大学     |
| 第55回 | 1986年6月6日-8日                     | 順天堂大学     | 東京女子体育大学     |
| 第56回 | 1987年6月5日-7日                     | 筑波大学       | 東京女子体育大学     |
| 第57回 | 1988年6月3日-5日                     | 順天堂大学     | 筑波大学             |
| 第58回 | 1989年6月2日-4日                     | 日本大学       | 東京女子体育大学     |
| 第59回 | 1990年5月25日-27日                   | 日本大学       | 筑波大学             |
| 第60回 | 1991年5月31日-6月1日                 | 順天堂大学     | 筑波大学             |
| 第61回 | 1992年9月11日-13日                   | 日本大学       | 筑波大学             |
| 第62回 | 1993年9月10日-12日                   | 順天堂大学     | 筑波大学             |
| 第63回 | 1994年9月9日-11日                    | 日本大学       | 筑波大学             |
| 第64回 | 1995年7月7日-9日                     | 日本大学       | 筑波大学             |
| 第65回 | 1996年6月6日-8日                     | 日本大学       | 筑波大学             |
| 第66回 | 1997年9月12日-14日                   | 順天堂大学     | 筑波大学             |
| 第67回 | 1998年9月11日-13日                   | 日本大学       | 筑波大学             |
| 第68回 | 1999年9月10日-12日                   | 順天堂大学     | 筑波大学             |
| 第69回 | 2000年9月1日-3日                     | 順天堂大学     | 筑波大学             |
| 第70回 | 2001年9月28日-30日                   | 筑波大学       | 筑波大学             |
| 第71回 | 2002年9月6日-8日                     | 東海大学       | 筑波大学             |
| 第72回 | 2003年7月4日-6日                     | 筑波大学       | 筑波大学             |
| 第73回 | 2004年7月2日-4日                     | 東海大学       | 筑波大学             |
| 第74回 | 2005年7月1日-3日                     | 順天堂大学     | 筑波大学             |
| 第75回 | 2006年6月9日-11日                    | 順天堂大学     | 筑波大学             |
| 第76回 | 2007年6月8日-10日                    | 東海大学       | 福島大学             |
| 第77回 | 2008年9月12日-14日                   | 筑波大学       | 福島大学             |
| 第78回 | 2009年9月4日-6日                     | 順天堂大学     | 筑波大学             |
| 第79回 | 2010年9月10日-12日                   | 順天堂大学     | 筑波大学             |
| 第80回 | 2011年9月9日-11日                    | 早稲田大学     | 筑波大学             |
| 第81回 | 2012年9月9日-12日                    | 日本大学       | 筑波大学             |
| 第82回 | 2013年9月6日-8日                     | 日本大学       | 筑波大学             |
| 第83回 | 2014年9月5日-7日                     | 日本大学       | 筑波大学             |
| 第84回 | 2015年9月11日-13日                   | 日本大学       | 立命館大学           |
| 第85回 | 2016年9月2日-4日                     | 日本大学       | 大阪成蹊大学         |
| 第86回 | 2017年9月8日-10日                    | 日本大学       | 日本体育大学         |
| 第87回 | 2018年9月6日-9日                     | 日本大学       | 筑波大学             |
| 第88回 | 2019年9月12日-15日                   | 順天堂大学     | 筑波大学             |
| 第89回 | 2020年9月11日-13日                   | 日本大学       | 筑波大学             |
| 第90回 | 2021年9月17日-19日                   | 順天堂大学     | 日本体育大学         |
| 第91回 | 2022年9月9日-11日                    | 順天堂大学     | 日本体育大学         |
| 第92回 | 2023年9月14日-17日                   | 順天堂大学     | 日本体育大学         |
| 第93回 | 2024年9月19日-22日                   | 順天堂大学     | 日本体育大学         |
| 第94回 | 2025年6月5日-8日                     | 順天堂大学     | 筑波大学             |

## 大会記録

### 男子
| 種目         | 記録       | 選手                                  | 所属              | 記録年度                          |
| ------------ | ---------- | ------------------------------------- | ----------------- | --------------------------------- |
| 100m         | 9秒98      | 桐生祥秀                              | 東洋大学          | 第86回（2017年）                  |
| 200m         | 20秒30     | 末續慎吾                              | 東海大学          | 第70回（2001年）                  |
| 400m         | 45秒75     | 山口有希 ウォルシュ・ジュリアン       | 東海大学 東洋大学 | 第73回（2004年） 第87回（2018年） |
| 800m         | 1分46秒83  | 東秀太                                | 広島経済大学      | 第93回（2024年）                  |
| 1500m        | 3分39秒01  | エノック・オムワンバ                  | 山梨学院大学      | 第83回（2014年）                  |
| 5000m        | 13分28秒22 | メクボ・ジョブ・モグス                | 山梨学院大学      | 第75回（2006年）                  |
| 10000m       | 27分52秒79 | メクボ・ジョブ・モグス                | 山梨学院大学      | 第76回（2007年）                  |
| 110mハードル | 13秒04     | 村竹ラシッド                          | 順天堂大学        | 第92回（2023年）                  |
| 400mハードル | 48秒35     | 成迫健児                              | 筑波大学          | 第74回（2005年）                  |
| 3000mSC      | 8分28秒51  | 三浦龍司                              | 順天堂大学        | 第89回（2020年）                  |
| 4×100mリレー | 38秒45     | 大竹春樹 千田杜真寿 関口裕太 井上直紀 | 早稲田大学        | 第93回（2024年）                  |
| 4×400mリレー | 3分04秒32  | 鵜池優至 荘司晃佑 井上大地 山本竜大   | 日本大学          | 第89回（2020年）                  |
| 10000m競歩   | 38分41秒45 | 池田向希                              | 東洋大学          | 第89回（2020年）                  |
| 走高跳       | 2m28       | 井上基史 戸邉直人                     | 筑波大学          | 第56回（1987年） 第82回（2013年） |
| 棒高跳       | 5m60       | 山本聖途 鈴木康太                     | 中京大学          | 第82回（2013年） 第86回（2017年） |
| 走幅跳       | 8m29       | 橋岡優輝                              | 日本大学          | 第89回（2020年）                  |
| 三段跳       | 17m00      | 伊藤陸                                | 近大高専          | 第90回（2021年）                  |
| 砲丸投       | 18m18      | アツオビン・ジェイソン                | 福岡大学          | 第92回（2023年）                  |
| 円盤投       | 59m21      | 堤雄司                                | 国士舘大学院      | 第81回（2013年）                  |
| ハンマー投   | 72m01      | 福田翔太                              | 日本大学          | 第92回（2023年）                  |
| やり投       | 80m59      | 村上幸史                              | 日本大学          | 第70回（2001年）                  |
| 十種競技     | 7773       | 金子宗弘                              | 順天堂大学        | 第59回（1990年）                  |

### 女子
| 種目         | 記録       | 選手                              | 所属                  | 記録年度                          |
| ------------ | ---------- | --------------------------------- | --------------------- | --------------------------------- |
| 100m         | 11秒35     | 兒玉芽生                          | 福岡大学              | 第89回（2020年）                  |
| 200m         | 23秒44     | 青野朱李                          | 山梨学院大学          | 第91回（2022年）                  |
| 400m         | 52秒32     | 丹野麻美                          | 福島大学              | 第76回（2007年）                  |
| 800m         | 2分00秒92  | 北村夢                            | 日本体育大学          | 第86回（2017年）                  |
| 1500m        | 4分13秒14  | 岡本久美子                        | 筑波大学              | 第66回（1997年）                  |
| 5000m        | 15分35秒18 | サラ・ワンジル                    | 大東文化大学          | 第93回（2024年）                  |
| 10000m       | 32分04秒58 | 鈴木優花                          | 大東文化大学          | 第90回（2021年）                  |
| 100mハードル | 13秒23     | 芝田愛花                          | 環太平洋大学          | 第90回（2021年）                  |
| 400mハードル | 56秒35     | 山本亜美                          | 立命館大学            | 第93回（2024年）                  |
| 3000mSC      | 9分41秒43  | 吉村玲美                          | 大東文化大学          | 第90回（2021年）                  |
| 4×100mリレー | 44秒51     | 伊藤彩香 兒玉芽生 渡邊輝 城戸優来 | 福岡大学              | 第90回（2021年）                  |
| 4×400mリレー | 3分36秒71  | 中尾柚希 渡辺愛 栃尾陽菜 安達茉鈴 | 園田学園女子大学      | 第92回（2023年）                  |
| 10000m競歩   | 44分52秒90 | 渕瀬真寿美                        | 龍谷大学              | 第76回（2007年）                  |
| 走高跳       | 1m93       | 今井美希                          | 中京女子大学          | 第66回（1997年）                  |
| 棒高跳       | 4m22       | 我孫子智美                        | 同志社大学            | 第78回（2009年）                  |
| 走幅跳       | 6m50       | 高良彩花                          | 筑波大学              | 第91回（2022年）                  |
| 三段跳       | 13m65      | 河合栞奈                          | 大阪成蹊大学          | 第88回（2019年）                  |
| 砲丸投       | 16m61      | 森千夏                            | 国士舘大学            | 第71回（2002年）                  |
| 円盤投       | 54m72      | 齋藤真希                          | 東京女子体育大学      | 第91回（2022年）                  |
| ハンマー投   | 65m34      | 村上来花                          | 九州共立大学          | 第94回（2023年）                  |
| やり投       | 60m49      | 北口榛花                          | 日本大学              | 第86回（2017年）                  |
| 七種競技     | 5550       | 山﨑有紀 ヘンプヒル恵             | 九州共立大学 中央大学 | 第86回（2017年） 第87回（2018年） |

大会記録は天皇賜盃第93回日本学生陸上競技対校選手権大会の大会結果を元に作成した。

## 標準記録
指定された有効期間内に標準記録を突破した選手に対して、当該競技の出場資格が与えられる。種目ごとに各校最大3人が出場可能な定員であり、このうち標準記録Aを持つ選手は各校最大3人まで、標準記録Bを持つ選手は各校最大1人まで出場ができる。また関東学生陸上競技対校選手権大会のような地区インカレの各優勝者が当大会の標準記録を突破していない場合は、参加標準記録Cとみなされる。BとCの選手が混在する事は出来ない。。
参加標準記録の有効期間は年によって異なるものの、概ね大会前年の1月1日から大会の1ヶ月前の定められた日までが指定される。100m・200m・400m・100mH・110mH・400mH・4×100mリレーの記録は、電動計時により計測されたもののみが有効な標準記録として扱われる。一例として2012年第81回大会の参加標準記録を以下に示した。
| 種目                       | 男子標準記録A | 男子標準記録B                                     | 女子標準記録A | 女子標準記録B                                     |
| -------------------------- | ------------- | ------------------------------------------------- | ------------- | ------------------------------------------------- |
| 100m                       | 10秒50        | 10秒60                                            | 12秒00        | 12秒25                                            |
| 200m                       | 21秒20        | 21秒40                                            | 24秒60        | 25秒10                                            |
| 400m                       | 47秒00        | 47秒50                                            | 55秒50        | 56秒40                                            |
| 800m                       | 1分51秒00     | 1分52秒50                                         | 2分11秒00     | 2分13秒00                                         |
| 1500m                      | 3分49秒00     | 3分52秒50                                         | 4分27秒00     | 4分32秒00                                         |
| 5000m                      | 13分55秒00    | 14分05秒00                                        | 16分10秒00    | 16分25秒00                                        |
| 10000m                     | 28分58秒00    | 29分30秒00                                        | 34分20秒00    | 35分05秒00 5000m : 16分40秒00                     |
| 100mハードル               | -             | -                                                 | 14秒00        | 14秒50                                            |
| 110mハードル               | 14秒10        | 14秒40                                            | -             | -                                                 |
| 400mハードル               | 51秒00        | 51秒60                                            | 1分00秒50     | 1分01秒50                                         |
| 3000m障害                  | 8分55秒00     | 9分01秒00                                         | 11分30秒00    | -                                                 |
| 4×100mリレー               | 40秒80        | 40秒80                                            | 47秒50        | 47秒50                                            |
| 4×400mリレー               | 3分12秒50     | 3分12秒50                                         | 3分52秒00     | 3分52秒00                                         |
| 10000m競歩                 | 43分00秒00    | 43分30秒00 10kmW : 43分30秒 20kmW : 1時間29分00秒 | 51分00秒00    | 51分30秒00 10kmW : 50分30秒 20kmW : 1時間44分00秒 |
| 走高跳                     | 2m13          | 2m10                                              | 1m73          | 1m69                                              |
| 棒高跳                     | 5m20          | 5m10                                              | 3m70          | 3m50                                              |
| 走幅跳                     | 7m65          | 7m55                                              | 5m95          | 5m85                                              |
| 三段跳                     | 15m60         | 15m40                                             | 12m35         | 12m10                                             |
| 砲丸投                     | 15m50         | 14m80                                             | 13m80         | 13m20                                             |
| 円盤投                     | 46m00         | 45m00                                             | 46m00         | 43m50                                             |
| ハンマー投                 | 59m00         | 57m00                                             | 50m00         | 46m00                                             |
| やり投                     | 69m00         | 67m00                                             | 50m00         | 47m00                                             |
| 七種競技                   | -             | -                                                 | 4750          | 4700                                              |
| 十種競技                   | 6920          | 6820                                              | -             | -                                                 |
| 2012年第81回大会の標準記録 |               |                                                   |               |                                                   |